# Live in Cook County Jail
Live in Cook County Jail — концертний альбом американського блюзового музиканта Бі Бі Кінга, випущений у 1971 році лейблом ABC Records. 

## Опис
Записаний 10 вересня 1970 року у в'язниці округу Кук в Чикаго (Іллінойс).
У 1971 році альбом посів 1-е місце у чарті Soul Albums журналу «Billboard» (протримався протягом 3 тижнів), 1-е місце в Jazz Albums і 25-е місце в The Billboard 200.
Посів 499-е місце у списку 500 найкращих альбомів усіх часів за версією журналу «Rolling Stone». У 2002 році альбом був включений до Зали слави блюзу.

## Список композицій
1. «Introductions» — 1:50
2. «Every Day I Have the Blues» (Пітер Четмен) — 1:43
3. «How Blue Can You Get?» (Джейн Фезер, Леонард Фезер) — 5:09
4. «Worry, Worry» (Девіс Пламбер, Жуль Тоб)— 9:57
5. медлі: «3 O'Clock Blues»/«Darlin' You Know I Love You» — 6:15
6. «Sweet Sixteen» (Джо Джосі, Райлі Кінг) — 4:20
7. «The Thrill Is Gone» (Рік Дарнелл, Рой Гокінс) — 5:31
8. «Please Accept My Love» (Райлі Кінг, Сем Лінг)— 4:02

## Учасники запису
- Бі Бі Кінг — гітара, вокал
- Вілберт Фрімен — бас-гітара
- Сонні Фрімен — ударні
- Джон Браунінг — труба
- Луїс Г'юберт — тенор-саксофон
- Букер Вокер — альт-саксофон
- Рон Леві — фортепіано

Технічний персонал
- Білл Шимчик — продюсер

## Хіт-паради
| Рік  | Чарт              | Позиція |
| ---- | ----------------- | ------- |
| 1971 | Soul Albums       | 1       |
| 1971 | Jazz Albums       | 1       |
| 1971 | The Billboard 200 | 25      |
| 2015 | Top Pop Catalog   | 39      |